# Копіум

Одна з класичних картинок, що представляє копіум як газ, який вдихають замість повітря, таким чином підсилюючи ефект від нього

Копіум (англ. copium) — термін та інтернет-мем, що позначає ірраціональну впевненість в успіху там, де його не може бути; спроба видати поразку за перемогу. Утворений телескопією зі слів to cope (англ. впоратись, подолати, вижити; див. копінг) та opium (опіум, важкий наркотик). Форма психологічного захисту індивіду, яку використовують при зіткненні з когнітивним дисонансом. Вживається, щоб описати те, що каже людина, яка хоче знайти хоч якесь пояснення речам, у які вона вірила, але все це виявилося брехнею, або коли людина усвідомлена в тому, що це брехня, але все одно старається виправдати це. Рідше використовується як стан людини, що сліпо вірить у щось і заперечує будь-які аргументи в її сторону.

## Історія
Ймовірно, слово походить від пісні 2003 року «Copium» виконавця Keak da Sneak. В подальшому термін був популяризований в 4Chan та Twitter.
Вираз став популярним після президентських виборів у США, коли Дональд Трамп та його прихильники абсурдно заперечували поразку.

### Російське вторгнення
Під час російського вторгнення в Україну в 2022 році слово стало надзвичайно популярним як в світовому, так і в українському інфопросторі для характеризації росіян і українців,які намагались видати свої великі невдачі (вихід з північних областей України, знищення крейсера «Москва», «Білогорівську переправу», втрату о. Зміїний, українські контрнаступи на Слобожанщині та Херсонщині тощо) за невеликі помилки, геніальні стратегічні рішення або перемоги.
Також так звані «мангали» на баштах російських танків прозвали cope cage («клітка копінгу» від англ. to cope), що може бути алюзією на копіум. Аналогічно прозвали cope bucket («відро копінгу») сумнівні білоруські технології для захисту від ракет з інфрачервоним наведенням, представлені жаровнею на палиці.
Особливо комічним є поєднання копіуму з російською пропагандистською новомовою, коли поразки видаються за «жести доброї волі», «перегрупування» тощо.

## Приклади
- Ще задовго до війни одним із «фетишів» росіян  і українців була їхня зброя. Тож в російському і українському інфопросторі постійно циркулюють спекуляції на тему їхніх фантастичних характеристик та бойових спроможностей (т. зв. «аналогов нет»). Зокрема, залякування супротивників неіснуючою чи дослідною зброєю (лазерні комплекси[9], неможливі засоби РЕБ тощо). Наприклад, одним із найвідоміших став текст приблизно 2015 року «Когда на фронте перед ВСУ появится российская армия, это легко будет понять», котрий розповідає про те, як російська армія спочатку вимкне всю українську електроніку від авіації та радарів до мобільних телефонів та РК-дисплеїв — а потім застосує армію, яка воює з «феноменальною точністю артвогню» та інше. Реальність же показала, що це був виключно «важкий копіум», а у росіян величезні проблеми зі зв'язком, точність артилерії мінімальна (тому застосовується стратегія «вогневого валу») за рахунок недостатньої підготовки особового складу та аеророзвідки, причому ППО та авіація України зберегли більшість своїх спроможностей[10]. Офіційний копіум почався з першого дня вторгнення, коли речник російського Міністерства оборони, Ігор Конашенков, заявив, що «втрат в Збройних силах Російської Федерації немає», а всю авіацію ПС ЗСУ знищено. В подальшому різні посадовці, в тому числі Путін та різного роду пропагандисти, наголошували на тому, що «спецоперація йде за планом»[5].
- 6 липня 2022 року, на момент, коли росіяни вже п'ять місяців як не могли дотиснути наступ на Луганщині, спікер Держдуми В'ячеслав Володін заговорив про майбутнє завоювання Аляски[5].
- 7 липня 2022 року Володимир Путін заявив: «Мы, по большому счету, всерьез пока еще ничего и не начинали»[5].
- 6 вересня 2022 року в одному російському пропагандистському телеграм-каналі з'явилась фраза «Никакой паники нет» про ситуацію в Балаклії 6 вересня, яка дуже швидко поширилась по десятках інших російських джерел[11][12]. Іронічність фрази полягає в тому, що на той момент був саме глибокий прорив, Балаклія була в оперативному оточенні та невдовзі здана.Никакой паники нет. В Балаклее стояли в основном мобилизованные. Сейчас в Балаклею идут резервы. Работает ствольная и реактивная артиллерия. Активно работает авиация. Речи о глубоком прорыве не идёт. Ситуация ± как с контрнаступлением нацистов на Херсонском направлении.